# Helladia demelti
Helladia demelti är en skalbaggsart som beskrevs av Gianfranco Sama 2003. Helladia demelti ingår i släktet Helladia och familjen långhorningar. Inga underarter finns listade i Catalogue of Life.